# Hygrotus artus
Hygrotus artus foi uma espécie de escaravelho da família Dytiscidae.
Foi endémica dos Estados Unidos da América.